# 张氏金泉
张氏金泉（1997年1月2日—），越南女子跆拳道运动员，2016年亚洲跆拳道锦标赛女子49公斤级铜牌得主、2017年世界跆拳道锦标赛女子46公斤级银牌得主、2018年亚洲跆拳道锦标赛女子46公斤级金牌得主、2021年亚洲跆拳道锦标赛女子49公斤级金牌得主。